# Шукюров, Заки Рухулла оглы
Заки (Закир) Рухулла оглы Шукюров (азерб. Zəki Ruhulla oğlu Şükürov; 1 января 1905, Ардебиль — ?) — советский азербайджанский нефтяник, Герой Социалистического Труда (1959).

## Биография
Родился 1 января 1905 года в селе Маралли близ Ардебиля. 
Начал трудовую деятельность в 1920 году. С 1930 года — помощник оператора, с 1933 года — оператор, с 1936 года — старший оператор, с 1941 года — начальник установки цеха № 1, с 1982 года — оператор крекинг-завода имени Стуруа.
Проявил себя на работе опытным рабочим и умелым рационализатором, применял на работе передовую практику и делился своим опытом с другими. Шукюров стал автором метода, позволяющего совершать крекинг-процесс при температурах и давлении выше заданных норм; процесс заключался в постоянной слежке за контрольно-измерительными приборами и наблюдении за шуровкой печей и работой насосов. В результате из обычного сырья можно было получить на восемь-десять тонн больше бензина и керосина чем прежде. 
Указом Президиума Верховного Совета СССР от 19 марта 1959 года за выдающиеся успехи, достигнутые в деле развития нефтяной и газовой промышленности, Шукюрову Закиру Рухулла оглы  присвоено звание Героя Социалистического Труда с вручением ордена Ленина и золотой медали «Серп и Молот».
Активно участвовал в общественной жизни Азербайджана. Член КПСС с 1956 года. Делегат XXVII и XXIX съездов КП Азербайджана.
С 1986 года — пенсионер союзного значения.
Заки Шукюрову посвящен документальный фильм «Моя жизнь» (1971).